# Jean Abelin
Jean-Philippe Abelin (zm. 1637 w Strasburgu), historyk.
Działał ok. 1600 w Strasburgu.
Autor kronik, które zaopatrywał w doskonałe miedzioryty.
Wydał m.in.: Theatrum Europaeum, t. 21, 1617–1628, sięgającą do XVIII wieku.